# Hanīf
Das arabische Wort Hanīf, Plural Hunafāʾ (arabisch حنيف، حنفاء, DMG ḥanīf, ḥunafāʾ) bezeichnet vorislamische Monotheisten auf der Arabischen Halbinsel, die weder Juden noch Christen waren. Ihre religiöse Strömung nennt man im islamischen Schrifttum al-hanīfiyya / الحنيفية / al-ḥanīfīya. Das arabische Verb aus der Wurzel ḥ-n-f taḥannafa تحنف bedeutet je nach Zusammenhang a) „Hanīf werden“, d. h. der Hanīfiyya, der Religion Abrahams folgen – so in den Erläuterungen von Ibn Hadschar al-ʿAsqalānī, b) den Islam annehmen. In diesem Sinne wird der Begriff in Sure 22, 31 hunafāʾ li-llāhi حنفاء لله / ḥunafāʾa li-llāhi verwendet: „als Gott ergebene Hanīfe“, die dem einzigen Gott nichts beigesellen. In theologischen Schriften wird hanīf und al-hanīfiyya oft als Synonym zu Muslim bzw. zu Islam verwendet.
In seinem Werk „Arabisches Wörterbuch für die Schriftsprache der Gegenwart“ gibt Hans Wehr folgende Bedeutung an: „Rechtgläubiger, der anstatt der ihn umgebenden falschen die wahre Religion bekennt.“
Der Begriff ist nicht mit der von Abū Hanīfa gegründeten sunnitischen Rechtsschule der Hanafiten zu verwechseln.

## Forschungsstand
In der Forschung ist der Begriff, der auch außerkoranisch vorkommt, unterschiedlich verstanden und dargestellt worden:
- Die Ḥanīfe oder die Ḥanīfiyya waren weder jüdische noch christliche Sekten.[5]
- Die Ḥanīfe in Arabien stellten eine Bewegung unter christlichem oder jüdischem Einfluss dar; die Muslime selbst betrachteten sich als Nachfolger der Ḥanīfen.[6]
- Die Ḥanīfe waren eine unabhängige, arabisch geprägte monotheistische Bewegung.[7]
- Die Ḥanīfe hat man auch mit den Sabiern von Harran in Verbindung gebracht.[8]

In Harran gab es einige Anhänger einer späthellenistischen Gestirnreligion, die von den dortigen Christen als Heiden, syrisch: ḥanpē angesehen wurden. Lautbestand und Bedeutung des syrischen ḥanpē sind im Vergleich zum Begriff ḥanīf auseinandergefallen. Die syrische Bedeutung des Begriffes hat sich, trotz der koranischen Bedeutung von ḥanīf, auch im islamischen Schrifttum gefestigt: al-Bīrūnī (gest. gegen 1050) beschreibt die heidnischen Harranier sowohl als ḥunafāʾ als auch als Götzendiener. Auch in der vorislamischen Poesie erscheint der Begriff als Bezeichnung für Heiden und Götzendiener.
Der christliche Apologet ʿAbd al-Masīḥ al-Kindī in der frühabbasidischen Zeit und andere syrischen Apologeten verwenden den Begriff in dessen doppelter Bedeutung. al-Kindī – gemäß dem unbekannten Überlieferer seiner Korrespondenz mit seinem muslimischen Gesprächspartner – argumentiert wie folgt:
„Mit seinen Vätern, Großvätern und dem Volk seines Landes verehrte Abraham den Götzen mit dem Namen al-ʿUzzā in Harran als ein Ḥanīf, wie du es zugibst. O Du, Ḥanīf! Er (Abraham) sagte sich von der Ḥanīfiyya los, was Götzenkult bedeutet, und wurde Monotheist, ein gläubiger Mensch. Denn wir finden al-ḥanīfiyya in den von Gott offenbarten Schriften als Bezeichnung für den Götzenkult“
Die ḥunafāʾ waren nach der Auffassung Mohammeds die „Verehrer des einen und wahren Gottes, dessen hervorstehendster Repräsentant gerade Abraham gewesen war“; zur Zeit Mohammeds meinte man damit in Mekka und seiner Umgebung, ferner im arabisch-jüdisch geprägten Yathrib (Medina) die Anhänger der anerschaffenen, ursprünglichen Religion im Gegensatz zum arabischen Heidentum und den – nach islamischer Auffassung – verfälschten Schriftreligionen.
Die monotheistische Religion Abrahams (din Ibrahim) ist bereits vor dem Auftreten Mohammeds unter den Arabern bekannt gewesen. Der oströmische Kirchenhistoriker Sozomenos († um 450), der in seiner Historia Ecclesiastica die Zeit zwischen 324 und 439 behandelt, berichtet im 6. Buch über arabische Gruppierungen, die sich als Nachfahren von Isma'il verstanden, sich von ihrer heidnischen Umgebung distanziert und den ursprünglichen Monotheismus angestrebt haben.
Allgemeine Akzeptanz findet die Beschreibung der Ḥanīfe durch den deutschen Orientalisten Johann Fück, der bei der Berücksichtigung des islamischen Schrifttums sagt:

„Die Tradition hat uns ja die Namen solcher Gottsucher erhalten, von denen die einen im Juden- oder Christentum Rettung suchten, während andere, die ihre nationale Eigenart nicht aufgeben wollten, aus den älteren Religionen dasjenige übernahmen, was ihnen brauchbar erschien: den Glauben an den einigenden Gott, die Ablehnung aller Vielgötterei und die Forderung einer sittlichen Lebenshaltung“

Zur Koranstelle 2:135 bemerkt Rudi Paret:

„Der koranische Ausdruck ḥanīf hat etwa die Bedeutung 'muslimischer Monotheist'. An vielen Stellen wird ergänzend hinzugefügt, dass derjenige, der als ḥanīf bezeichnet wird, 'nicht zu den Heiden gehört' (wobei mit 'Heiden', mušrikūn, im besonderen die Vertreter des altarabischen Heidentums gemeint sind). Oft wird der Ausdruck einschließlich dieser Ergänzung auf Abraham angewandt, den angeblichen Vertreter des reinen Urislam, der millat Ibrāhīm.“

## Hanīf im Koran
Der Begriff hanīf / Pl. hunafāʾ wird im Koran somit oft im Zusammenhang mit der Religion Abrahams verwendet. In der Polemik mit den Christen und Juden heißt es in Sure 2:135:

„Und sie (d.h. die Leute der Schrift) sagen: 'Ihr müßt Juden oder Christen sein, dann seid ihr rechtgeleitet.' Sag: Nein: (Für uns gibt es nur) die Religion Abrahams, eines Hanifen – er war kein Heide.“

Ähnlich in Sure 3:67:

„Abraham war weder Jude noch Christ. Er war vielmehr ein (Gott) ergebener Hanīf und kein Heide.“

Und auch in Sure 3:95:

„Sag: Gott hat die Wahrheit gesagt. Darum folgt der Religion Abrahams, eines Hanīfen – er war kein Heide.“

Siehe auch 4:125; 6:79 und 161; 16:120; 22:31.
Entsprechend ergeht Gottes Befehl in der Offenbarung auch an Mohammed; in Sure 10:105 heißt es:

„Und (mir wurde befohlen): richte dein Antlitz auf die (einzig wahre) Religion! (Verhalte dich so) als Hanīf . Und sei ja kein Heide.“

Den gleichen Gedanken drückt der Koran, ebenfalls in Form eines Imperativs an Mohammed, in Sure 30:30 aus. Dort heißt es:

„Richte nun dein Antlitz auf die (einzig wahre) Religion! (Verhalte dich so) als Hanīf! (Das (d.h. ein solches religiöses Verhalten) ist) die natürliche Art, in der Gott die Menschen erschaffen hat. Die Art und Weise, in der Gott (die Menschen) geschaffen hat, kann (oder: darf?) man nicht abändern (w. (gegen etwas anderes) austauschen). Das ist die richtige Religion. Aber die meisten Menschen wissen nicht Bescheid.“

Die „natürliche Art“ (im Original: fitrata ’llāhi) interpretieren die ältesten Exegeten, wie Mudschāhid ibn Dschabr, mit einem Wort: al-islam. Somit geht die islamische Lehre davon aus, dass die Fitra, die „natürliche Veranlagung des Menschen“ seit Beginn der Schöpfung im Islam als Religion liegt. Denn Adam war der erste Hanīf.
Diese Gleichsetzung von Islam und Hanifiyya war im Koranexemplar des Prophetengefährten ʿAbdallāh ibn Masʿūd direkt attestiert. Die kanonisierte Stelle in Sure 3:19 lautet:

„Als (einzig wahre) Religion gilt bei Gott der Islam“

In seinem Exemplar war sie als

„Als (einzig wahre) Religion gilt bei Gott die Hanīfiyya“

verzeichnet.
Somit verstanden sich Mohammed und seine Gemeinde als die Vertreter des wahren Monotheismus, der weder mit dem Christentum noch mit dem Judentum identisch war und grenzten sich folglich auch vom Heidentum, dem Polytheismus (schirk) – dem Götzenkult auf der Arabischen Halbinsel – ab. Mohammed war somit schon im heidnischen Mekka – und nach seiner Auswanderung auch in Medina – der wahre Verkünder der ursprünglichen Religion Abrahams, der Hanīfiyya. Den Auftrag, der Religion Abrahams zu folgen, erhält er gerade durch die Offenbarung, in den oben angeführten Koranzitaten. Diese Gemeinsamkeit zwischen dem einzigen Gott ergebenen Hanif Abraham/Ibrahim und Mohammed kommt in einer alten arabischen Inschrift aus dem Jahr 735 aus der Wüste Negev deutlich zum Ausdruck, in der der einzige Gott als Herr von Mohammed und Ibrahim (rabb Muḥammad wa-Ibrāhīm) angerufen wird.
Ibrahim war nach der Überzeugung Mohammeds – ausgedrückt in den obigen Koranversen – einer der größten unter den Gesandten Gottes. Beide, Ibrahim und Mohammed treten „in einer polytheistischen Umgebung für die Religion des Monotheismus ein.“ Die Verwendung des Begriffs hanīf in den mekkanischen Suren 6 und 10 beweisen – selbst wenn beide Suren medinensische Einschübe enthalten –, dass Mohammed schon vor seiner Auseinandersetzung mit den Juden von Medina seine Religion in Verbindung mit dem Hanīfen Ibrahim sah.
Neben dieser millat Ibrāhīm, der Religion des dem einzigen Gott ergebenen (muslim) Hanīfs Abraham, existiert die Außenwelt, die Mohammed während der historischen Entwicklung seiner Prophetie im Koran unterschiedlich bezeichnet:
- al-mušrikūn: die Heiden (von Mekka), die nach Sure 9:28 sogar „unrein“ sind. Ferner diejenigen, die Gott gleichzeitig auch andere Götter beigesellen (z. B. in Sure 12:106).
- allaḏīna fī qulūbihim maraḍun: diejenigen, die in ihren Herzen eine Krankheit haben.
- allaḏīna kafarū: diejenigen, die ungläubig sind.
- allaḏīna ẓalamū: diejenigen, die Unrecht tun oder freveln.
- kāfir / Plural: kāfirūn, bzw. kuffār sind die Ungläubigen.

Je nach dem koranischen Kontext beziehen sich diese Begriffe sowohl auf die „Buchbesitzer“ – also auf die Juden und Christen – als auch auf die polytheistischen Araber zur Zeit Mohammeds.

## Hanīf und Hanīfiyya im außerkoranischen Schrifttum
Die Darstellung der Hanīfe und der Hanīfiyya ist in der außerkoranischen Literatur, d. h. in der Prophetenbiographie, Koranexegese und der alten Poesie ebenfalls nachweisbar. Sie beschreiben das Spannungsfeld, das zwischen Mohammed und den Hanīfen in der heidnischen Umgebung von Mekka und Medina vorhanden war.
Die Idee der Hanīfiyya ist nicht koranischen Ursprungs. Sie war in der mekkanischen und medinensischen Gesellschaft bereits vor dem Auftreten Mohammeds vorhanden und enthielt Elemente, die später auch in der Offenbarung zum Inhalt der religiösen Lehre wurden. Die zentrale Bedeutung des mekkanischen Heiligtums mit den vorislamischen Wallfahrtsritualen gehörte genauso zur Hanifiyya wie die Orientierung an einem Urmonotheismus, der wahren Religion Abrahams.
Mohammeds Polemik, sowohl in Form der Offenbarung als Korantext als auch im Alltag, dargestellt in der Prophetenbiographie, richtete sich gegen die mekkanischen Polytheisten. Die Verbindung zwischen Hanifiya und dem von Mohammed verkündeten Islam sind von den Mekkanern energisch zurückgewiesen worden. Die schon im islamischen Geist entstandene Prophetenbiographie des Ibn Ishāq kann darüber berichten; dort lässt man Ibn ʿUbayy, einen der bekanntesten Gegner Mohammeds, wie folgt sprechen:
„Du da! Es gibt nichts schöneres, als was du da erzählst, vorausgesetzt, dass es wahr ist. Setz Dich deshalb in deinem Haus hin, und wenn einer zu dir kommt, dann erzähl es ihm! Aber den, der nicht zu dir kommt, brauchst du damit nicht zu belästigen. Trag nicht, wenn er bei sich zu Hause in Gesellschaft ist, etwas an ihn heran, wovon er nichts wissen will!“
Die treuen Anhänger der medinensischen Gemeinschaft der Muslime während der Ridda-Kriege betrachteten sich als Hanīfe und bezogen sich damit auf einen alten arabischen Begriff. Ein Mitglied der abtrünnigen Banu Asad richtete folgende Worte – in Versform – an seine Stammesgenossen:
„Selbst wenn ihr mir Dreistigkeit vorwerft / bin ich ein Hanīf in der wahren Religion, ein Muslim“ ( ...ḥanīfun ʿalā d-dīni l-qawīmi wa-muslimu)

### Im vorislamischen Mekka
Ibn Ishāq berichtet in seiner Prophetenbiographie (Sira) über einige Personen, die in Mekka als Hanīfe den Götzenkult ablehnten und auf der Suche nach dem wahren Monotheismus waren.
- Zaid ibn ʿAmr ibn Nufail زيد بن عمرو بن نفيل; in den ihm zugeschriebenen Gedichten kommt seine ablehnende Haltung gegenüber dem mekkanischen Polytheismus zum Ausdruck.[31] Auch betrachtete er sich unter den Quraisch als der Einzige, der der Religion Abrahams (din Ibrahim), also der Hanīfiyya folgte.[32] Er betete in Richtung Kaʿba als die Qibla von Ibrāhim und Ismāʿīl, brachte aber keine Opfertiere dar. Anderen, außerhalb der Prophetenbiographie überlieferten Berichten zufolge, warf er sich in der Dschāhiliyya in Richtung Ka'ba nieder, „die Ibrahim errichtet hat“.[33] Ibn ʿAsākir widmet ihm in seiner Damaszener Stadtgeschichte eine detaillierte Biographie von dreiundzwanzig Seiten. Er beschreibt dort nach alten Quellen der Maghazi- und Sira-Literatur seine Begegnung mit Mohammed in der vorprophetischen Zeit und seinen Verzicht, vom Opferfleisch, das Mohammed an die Götzen darbrachte, zu essen.[34] Das Grab von Zaid ibn ʿAmr soll islamischen Überlieferungen zufolge am Fuße des Berges von Hira oder in Syrien sein.[35]
- Waraqa ibn Naufal ورقة بن نوفل; er wird in Ibn Ishaqs Prophetenbiographie im Kapitel über die vier Hanīfen genannt, die auf der Suche nach dem wahren Monotheismus gesucht und die heidnischen Riten um die Ka'ba – die Verehrung der altarabischen Gottheiten – abgelehnt haben. Waraqa wurde nach Studium der Schriften in Syrien Christ und starb entweder dort, oder in Mekka – aber noch vor Beginn von Mohammeds Tätigkeit vor der mekkanischen Öffentlichkeit als Prophet. Nach Mohammeds erstem Offenbarungserlebnis soll Waraqa – als Christ – die Zeichen der Prophetie in Mohammed allerdings erkannt haben.[36]
- ʿUbaid Allāh ibn Dschahsch عبيد الله بن جحش / ʿUbaid Allāh b. Ǧaḥš und ʿUthmān ibn Huwairith عثمان بن حويرث / ʿUṯmān b. Ḥuwairiṯ, zwei weitere Hanīfe aus Mekka, über deren Aktivitäten in den Quellen nichts Näheres zu erfahren ist, sind Christen geworden; der erste in Abessinien, der zweite in Byzanz. Diese vier Personen nennt Ibn Ishaq, die „getrennte Wege in den Ländern gegangen sind, auf der Suche nach der Hanīfiyya, der Religion Ibrāhīms“.

### In Medina nach der Auswanderung
- Abū ʿĀmir, ʿAbd ʿAmr b. Saifī أبو عامر عبد عمرو بن صيفي / Abū ʿĀmir ʿAbd ʿAmr b. Ṣaifī war einer der bekanntesten Feinde Mohammeds vom Stamm der medinensischen Amr ibn Auf[37], kämpfte bei Uhud im Jahre 625 gegen die Muslime, verbündete sich mit der Quraisch von Mekka nach der Vertreibung der jüdischen Banu 'n-Nadir nach Chaibar und flüchtete nach der Eroberung Mekkas im Jahre 630 nach Tāʾif. Er untersagte den Angehörigen der ʿAmr ibn ʿAuf, Mohammed als Propheten zu folgen. Er wanderte aus und starb in Syrien.[38]

Welche Bedeutung das mekkanische Heiligtum für den Hanīfen Abū ʿĀmir und seine Bündnispartner hatte, worauf die Forschung erst vor kurzem hinwies, schildert der Maghaziautor al-Wāqidī eindrucksvoll. „Laß uns“, so Abū ʿĀmir und seine Anhänger an Abū Sufyān ibn Harb, „wir und ihr, durch die Vorhänge die Kaʿba betreten, damit wir dort unsere Körper gegen (ihre) Wände drücken und dann schwören wir alle bei Gott (Allah), dass keiner den anderen im Stich läßt und dass wir, solange einer von uns am Leben ist, mit einer Zunge gegen diesen Mann (d.i. Mohammed) reden. - So taten sie es; sie haben sich durch Eid verpflichtet und einen Vertrag geschlossen.“
Trotz seiner Feindschaft Mohammed und dem Islam gegenüber wird er in der islamischen Historiographie als Hanīf dargestellt; al-Balādhurī erwähnt sogar, dass Abū ʿĀmir „sich anschickte, die Prophetie für sich in Anspruch zu nehmen“. In seiner Diskussion mit Mohammed, die Ibn Ishaq überliefert, stellte er sich als der wahre Vertreter der Hanīfiyya vor und beschuldigte seinen Gegner, in die Hanīfiyya Elemente aufgenommen zu haben, die nicht zu ihr gehörten. Sein Beiname ar-rāhib – „der Mönch“/„Asket“ – ist in der islamischen Geschichtsschreibung erhalten geblieben. Mit Hinweis auf Ibn Hischām und al-Wāqidī nimmt man an, dass er möglicherweise ein christlicher Mönch (rāhib) gewesen ist. Mohammed bezeichnete seinen Rivalen als gottlosen Frevler (fāsiq).
- Abū Qais ibn al-Aslat أبو قيس بن الأسلت war Dichter[44] und Haupt der Banū Aus Allāh des Stammes der Aus, dem auch Abū ʿĀmir angehörte. Noch der im 9. Jahrhundert wirkende Ibn Saʿd (gest. 845), ein Schüler von al-Waqidi, berichtet, dass Abu Qais sich eingehend mit der Hanīfiyya beschäftigte und gesagt haben soll, „der Religion Abrahams“ bis zu seinem Tode zu folgen. In seinen Gedichten sind monotheistische Elemente, verbunden mit der Wallfahrt nach Mekka und den Opferritualen, erhalten.[45] Als Haupt der Banū Aus Allāh und als Hanīf konnte er seine Stammesangehörigen bis zur Grabenschlacht im Jahre 627, also fünf Jahre nach der Auswanderung, davon abhalten, Mohammed zu folgen. Die Gründe dafür sieht man in den engen, in die vorislamische Zeit zurückreichenden Kontakten der Banu Aus zu den Juden von Yathrib. Abū Qais ist nicht Muslim geworden.[46]

### In at-Tā'if
- Umaiya ibn Abī s-Salt أمية بن أبي الصلت / Umaiya ibn Abī ṣ-Ṣalt war ein Dichter in at-Tā'if; er starb gegen 631–632. Er soll die Bücher der vorislamischen Monotheisten gelesen haben. Seine Gedichte mit monotheistischen Elementen der Hanīfiyya seiner Zeit sind bereits im frühen 8. Jahrhundert in Anthologien gesammelt und in der Forschung mehrfach und kontrovers diskutiert worden.[47] Da er auch Syrien besucht hatte, widmet ihm Ibn ʿAsākir in seiner Gelehrtenbiographie von Damaskus 33 Seiten und zitiert zahlreiche Verse aus seinen Gedichten.[48]

Der Dichter brachte deutlich zum Ausdruck, dass die Hanīfiyya die wahre Lehre darstelle, fügte aber hinzu, dass er über Mohammeds Sendung im Zweifel sei; diese ihm zugeschriebene Äußerung ist noch von Ibn Hadschar al-ʿAsqalānī in seinem Hadithkommentar zu al-Buchārī eingehend erörtert und mit der Reaktion Mohammeds über Umayya ergänzt worden: „seine Poesie hat den Glauben, sein Herz (dagegen) verharrt im Unglauben“. Stil, Inhalt und Wortschatz seiner Gedichte weisen Gemeinsamkeiten mit der Sprache des Korans auf. Andere Fragmente seiner Poesie werden in der Forschung als spätere Fälschungen verstanden. Der ägyptische Jurist und Traditionswissenschaftler ʿAbdallāh ibn Wahb (gest. 821) überliefert in seinem Kitāb aš-Šiʿr wal-ġināʾ(Das Buch der Gedichte und Gesänge), dass Asmā' bint Abī Bakr die Gedichte von Umayya zitiert haben soll.
Die Koranstelle

„Und verlies ihnen die Geschichte von dem, dem wir unsere Zeichen gaben, und der sich dann ihrer entledigte! Da nahm ihn der Satan in seine Gefolgschaft (oder: Da war ihm der Satan hinter ihm her (und holte ihn ein) ?). Und so war er einer von denen, die abgeirrt sind.“

wird von den Koranexegeten kontrovers erläutert, da es unklar bleibt, wer hier gemeint ist, der sich der Zeichen Gottes „entledigte“, nachdem er sie vorher erhalten hatte. Die Autoritäten der Tafsirliteratur nennen neben dem alttestamentlichen Bileam – im islamischen Schrifttum Balʿam ibn Baʿūr(a) – auch den Dichter Umayya ibn Abī -s-Salt und Abū ʿĀmir. Denn beide sind in der islamischen Literatur dafür bekannt, die Schriften der Monotheisten, der ahl al-kitab, studiert zu haben. Somit hat man die Koranstelle auch als Polemik gegen die Hanīfiyya aufgefasst, die sich von Abrahams Monotheismus – nach Mohammeds Auffassung – entfernt haben.

## Männlicher Vorname
Hanif ist nur im modernen Arabisch ein männlicher Vorname in der Bedeutung von: „der Rechtgläubige“. Die weibliche Form lautet Hanifa/Hanife. Im klassischen Arabisch existiert dieser Name nicht, dort kommt nur Hunaif vor, wie: Hunaif ibn Sa'id und Hunaif ibn 'Umair, beide Zeitgenossen Mohammeds, ferner Hunaif ibn Rustam ein Gebetsrufer aus Kufa, Sahl ibn Hunaif ein bekannter Prophetengefährte und Hunaif ibn Malik in der zweiten Generation nach Mohammed. Die arabische Lexikographie versteht den Namen Hunaif allerdings nicht als Diminutiv zu Hanif, sondern als eine davon unabhängige Namensgebung.